# Ernst Harzmann
Ernst Harzmann war ein deutscher Funktionär der DDR-Blockpartei LDPD. Er war Vorsitzender des LDPD-Landesverbandes Mecklenburg.

## Leben
Während der Weimarer Republik trat er 1931 als Präsident der Oberpostdirektion Schwerin in den Verein für mecklenburgische Geschichte und Altertumskunde ein. Nach der Machtergreifung der Nationalsozialisten wurde er als Oberpostdirektor abgesetzt.
Nach dem Krieg war er Mitbegründer der LDPD in Mecklenburg und wurde am 16. September 1945 Vorsitzender der Ortsgruppe Schwerin. Bei Bildung des Landesverbandes am 4. Januar 1946 in Schwerin wurde er zum ersten Vorsitzenden gewählt. Auf der konstituierenden Sitzung der Beratenden Versammlung Mecklenburg-Vorpommerns – dem Vorparlament Mecklenburgs – am 29. Juli 1946, wurde er als Beisitzer in das Präsidiums gewählt. Auf dem ersten Landesparteitag am 26. April 1947 in Schwerin wurde er von Max Suhrbier abgelöst. Von März 1948 bis September 1949 war er Beisitzer des LDPD-Landesvorstandes.